# Верв'є
Верв'є (фр. Verviers, валлон. Vervî) — прикордонне з Німеччиною місто в Бельгії (Валлонія), провінція Льєж. 54 тис. жителів на 2006 рік.
Розташований на річці Вездре, в красивій долині і на схилі гори.
48 тис. жителів на 1888.
Колись Верв'є входив до складу маркграфства Франшімон і отримав статус міста в XVII столітті.
На кінець XIX століття був центром суконного виробництва, основними підприємствами міста були вовнопрядильна і шерсточесальні фабрики, в околицях його вироблялися багато сукновальної черсак і добувалася валяльна глина.
В окрузі Верв'є щорічно виготовлялося близько 400 тисяч шматків сукна, з яких третя частина вивозилася за кордон.
З 1923 року в Верв'є проходить Конкурс скрипалів імені Анрі В'єтана.